# Novapool
novapool nannte sich eine Gruppe von Unternehmen, die im Bereich Film und Theater tätig war. Dazu gehörten die Filmproduktionsfirma novapool production, die Firma novapool artists, die sowohl Theater- als auch Filmproduktionen realisierte und Künstler betreute und der Filmverleih novapool pictures. 
Für die novapool production GmbH musste im Sommer 2009 Insolvenzantrag beim Amtsgericht Erfurt gestellt werden, nachdem zwei realisierte Auftragsproduktionen durch den Auftraggeber Peter-Stein-Verlag nicht bezahlt wurden. Am 24. Juni 2011 wurde vom Amtsgericht Charlottenburg die Gesellschaft aufgelöst.

## Geschichte
novapool wurde 2000 mit dem Slogan "Kunst braucht Leidenschaft, Phantasie und Verantwortung. Wir machen Kultur!" von den Produzenten Alexander Deibel, Maik Plewnia und Steffen T. Sengebusch in Weimar gegründet. novapool sollte Künstler verschiedener Gattungen eine Plattform geben und die Brücke zwischen Ökonomie und Autonomie schlagen. Die Freiheit der Kunst und die Notwendigkeiten des Marktes auszubalancieren, gehört zu den Schwerpunkten der Ausrichtung des Unternehmens. Mit  Theater-, Tanz- und Musikprojekten hat sich novapool einen Namen gemacht. Hinzu kamen Ausstellungsprojekte und Kunstpräsentationen.

## Film- und TV-Produktionen
- LENZ. (2009)  Regie: Andreas Morell Drehbuch: Thomas Wendrich
- Die Ratten (2008) TV-Adaption des Dramas von Gerhart Hauptmann in einer Inszenierung von Michael Thalheimer am  Deutschen Theater Berlin
- Unschuld (2008)
- Tramp Tango (2006)
- KussKuss (2005)
- Todesfahrten (2005) Dokumentarfilm
- 4. August 2002 (2004) Dokumentarfilm
- Der Auftrag (2004)
- Sanctus Suite (2002)

## Theaterproduktionen (Auswahl)
- Die Dreigroschenoper  (2006/Admiralspalast) Regie: Klaus Maria Brandauer  mit Campino, Jenny Deimling, Katrin Sass, Gottfried John, Birgit Minichmayr, Maria Happel und Michael Kind
- Der Auftrag von Heiner Müller (2004/Freie Volksbühne) Regie: Ulrich Mühe mit Christiane Paul, Herbert Knaup, Inge Keller, Florian Lukas, Udo Samel und Ekkehard Schall
- Frida – The Story of Frida Kahlo (2003) Regie: Hans Gratzer mit Helen Schneider
- Schickelgruber – Hitlers letzte Tage im Führerbunker (2003) Regie: Neville Tranter
- Bildbeschreibung / Hyperion (2002) Heinz Bennent und David Bennent
- Shakespeare Love Songs (2001) Regie: Tim Licata
- Die Geschichte vom Soldaten (2001) Regie: Klaus Maria Brandauer
- Sanctus Suite (2000) Bahia Ballet

## Hörbücher
- Brandauer liest Mozart (2005/06) Hörbuch, Hörfunk und Lesungen, CORINE Internat. Buchpreis Hörbuch des Jahres 2006, Publikumspreis Kategorie Hörbuch: Buchliebling Österreich 2007, Goldene Schallplatte für über 100.000 verkaufte Hörbücher

## Ausstellungen
- Vom Zauber der Züge (2000)
- Art Avantime Nam June Paik (2000)